# Salahley
Salahley (ook: Sallaxley, Salaxley, Salahlay, Salahleh, Salaheh, Salahly of Salalekh) is een dorp en de hoofdplaats van het district Salahley in de regio Maroodi Jeex in Somaliland, een niet-erkende staat in de Hoorn van Afrika. Het ligt op een hoogvlakte, zo'n 11 km van de grens met Ethiopië en zo'n 63 km ten zuiden van Hargeisa (de hoofdstad van Somaliland).

## Beschrijving
De kern van het dorp bestaat uit de ca. 600m lange Hussein Maxamedoo Road, eigenlijk een stukje van de 'Hargeisa - Ina Guuxa Highway' (Ina Guuxa is het dorp ten zuiden van Salaxley, aan de Ethiopische grens). Salaxley heeft relatief veel faciliteiten, waaronder een ziekenhuis, drie apotheken (Caalami, Alla aamin en Yurub i), de zgn. Dalmar supermarkt & cosmetics store, het Afriwaayad Shopping Center, vijf hotels (Masno Hotel & appartments, hotel Marfishka Xidhibaan Tusto, Al-Xuseyni Hotel-restaurant, het Hussein Ali Mohamedoo hotel en Garden of Ilma Awyaasin-lodging), restaurant Gobsoor, Xaraare fast foods, Hana Qaad cold drinks & ice cream, Guxa soft drinks, Yaasiin cafetaria, café Sugule, de Ugbaad winkel voor diepvriesartikelen, de Xusen Bare theewinkel, kruidenier Tawakal, tankstation Masno, een garagebedrijf (Mahad Alle spare parts), een moskee en twee telecommasten. Er is een openbare middelbare school (Salahley Secondary) met 4 klassen en 61 leerlingen (in 2008) en een kostschool, de 'Salaxley Boarding School'. Meer naar de rand van het dorp vindt men omheinde familiekralen en een fors aantal berkads (bassins voor de opvang van regenwater). In een nog wijdere cirkel rond het dorp liggen vrij grote landbouwgebieden, allemaal omheind, tegen vraat door rondtrekkend vee. 

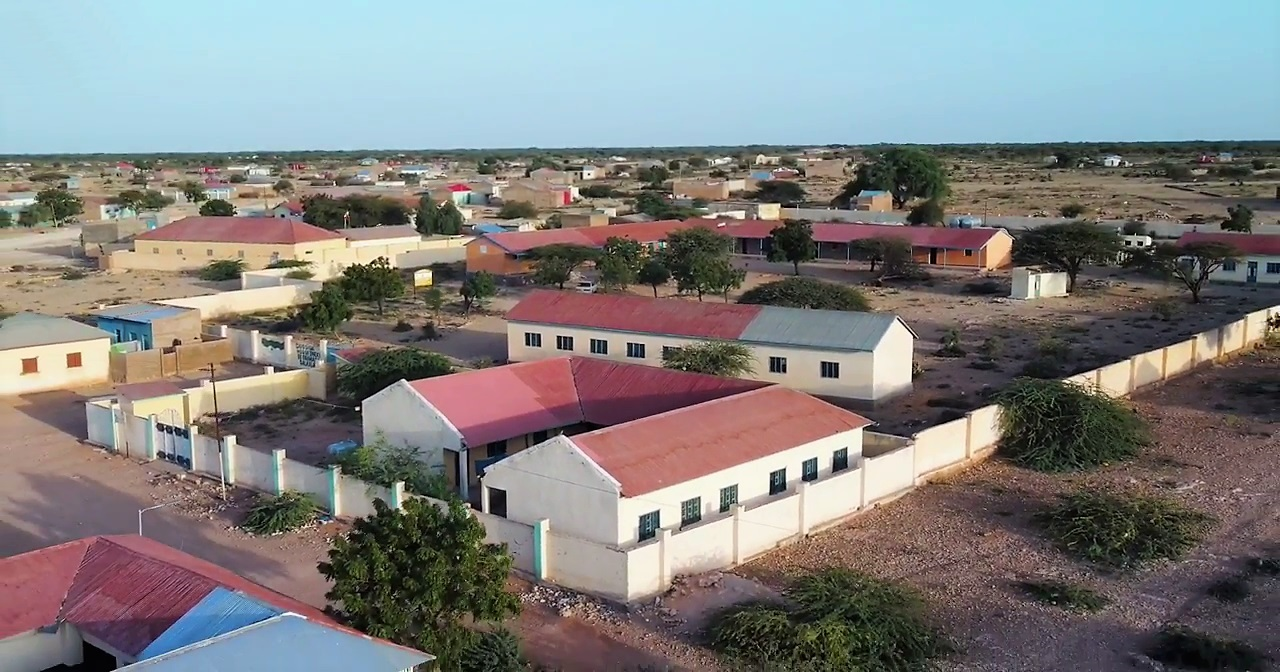
Boarding school in Salahley

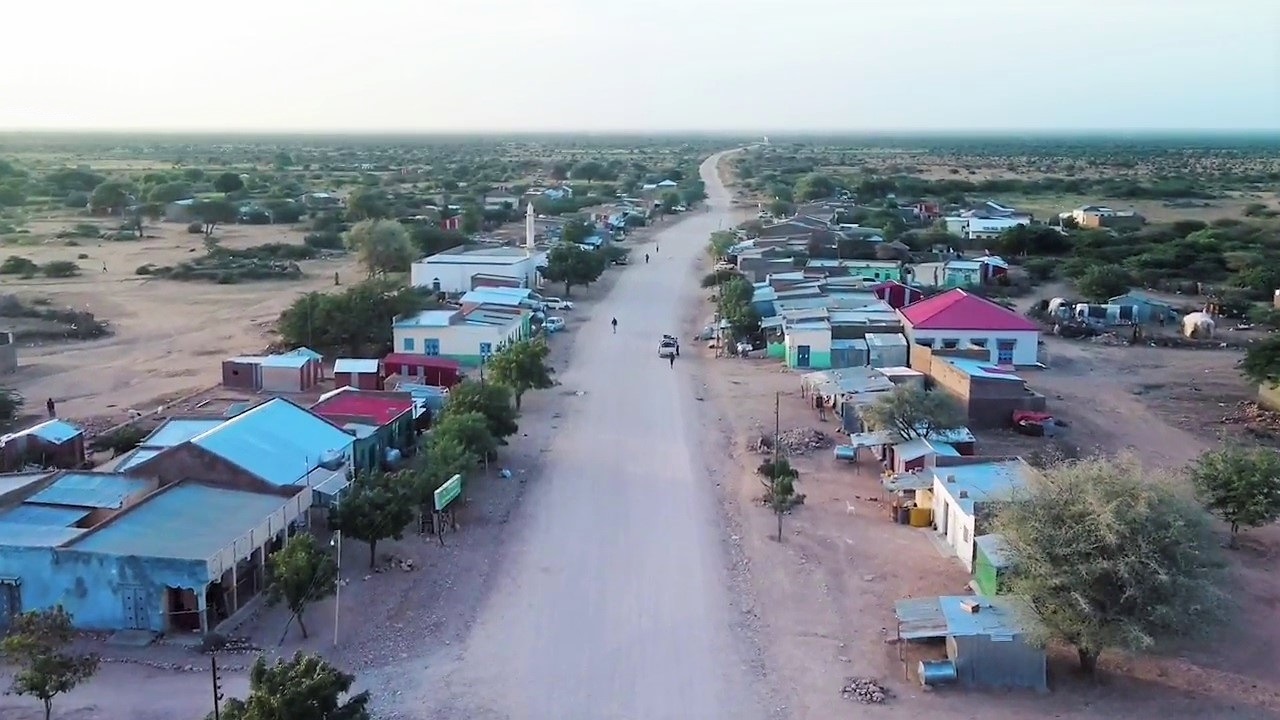
Hoofdstraat door het dorp

## Administratieve indeling
De meeste landkaarten (ook de kaarten die genoemd worden bij de Externe links hieronder) geven nog steeds aan dat Salahley ligt in het district Hargeisa in de voormalige regio Woqooyi Galbeed, cf. de oude bestuursindeling van Somalië uit 1986. Woqooyi Galbeed is intussen gesplitst in de regio's Maroodi Jeex en Saaxil met een nieuwe indeling in districten. De grenzen van deze later gecreëerde districten niet zijn vastgelegd en dus niet kan worden aangegeven in welk district een plaats ligt. Ook de grenzen van het in 2002 bij wet opgerichte District Salahley zijn niet vastgelegd, en Salahley is dan ook de enige plaats waarvan met zekerheid kan worden aangenomen dat die in dit district ligt. De positie van Salahley als hoofdstad van zijn eigen district werd in een nieuwe wet in 2019 (her-)bevestigd. Wederom zonder delimitatie.
De weg van Hargeisa via Salahley naar de grens bij Ina Guuxa is geasfalteerd, zoals voorzien was in het Tweede Nationale Ontwikkelingsplan van Somaliland 2017-2021. Het is ca. 73 km. Onverharde wegen verbinden Salaxley met andere dorpen in de omgeving zoals Baligubadle (24 km), Adan Abokor (12 km) en Qool-Caday (21 km). De afstand tot de grens met Ethiopië naar het dorp Ina Guuxa is ruim 11 km en naar Kam-Tuug 11,5 km.

## Veehouderij en landgebruik
Het traditionele landgebruik in het district bestond uit landbouw, bosbouw
en gemeenschappelijke weidegronden. Het gebruik van weidegronden was gebaseerd op een traditioneel, op clan gebaseerd landeigendomssysteem maar is de laatste jaren onder invloed van frequente droogtes en klimaatverandering verschoven naar een systeem waarbij steeds meer stukken land voor privégebruik werden toegeëigend en omheind en waarbij de nomadische levenswijze steeds meer onder druk kwam te staan. Veel gezinnen zochten hun toevlucht tot de productie van houtskool, en de daarmee gepaard gaande kap van bomen verergert de verwoestijning van het gebied. Voor een beschrijving van deze veranderingen zie het artikel over het naburige stadje Baligubadle.

## Klimaat
Salahley heeft een warm woestijnklimaat (BWh in de Köppen Klimaatclassificatie), getemperd door de forse hoogte waarop het dorp ligt, met een gemiddelde jaartemperatuur van 22,4 °C; de temperatuurvariatie is gering; de koudste maand is december (gemiddeld 19,4°); de warmste september (24,5°). Regenval bedraagt jaarlijks ca. 179 mm; In april - mei is het eerste regenseizoen (de zgn. Gu-regens) met in oktober een klein tweede regenseizoen (de zgn. Dayr-regens); het droge seizoen is van december - februari. De neerslag kan overigens van jaar tot jaar sterk variëren.